# فانجينبورم
فانجينبورم (بالإنجليزية: Vanjinapuram)‏ هي قرية تقع في الهند في ضاحية أريلور. يقدر عدد سكانها بـ 2,798 نسمة .